# NK Jadran Hrpelje-Kozina
Nogometni klub Jadran Hrpelje-Kozina (tiếng Việt: Câu lạc bộ bóng đá Jadran Hrpelje-Kozina), thường hay gọi NK Jadran Hrpelje-Kozina hoặc đơn giản Jadran, là một câu lạc bộ bóng đá Slovenia đến từ Kozina thi đấu ở Littoral League, giải bóng đá cao thứ tư ở Slovenia. Câu lạc bộ được thành lập năm 1976.

## Danh hiệu
- Giải bóng đá hạng tư quốc gia Slovenia: 1

1993-94